# Longitarsus codinai
Longitarsus codinai es una especie de insecto coleóptero de la familia Chrysomelidae. Fue descrita científicamente en 1965 por Madar & Madar.